# Reipas
Reipas, idrottsklubb från Lahtis i Tavastland. Föreningen bildades 1891 i Viborg som Viipurin Reipas. Efter Sovjetunionens överfall på Finland omflyttades många Viborg-bor till Lahtis, där Reipas verksamhet fortsatte. Det dröjde dock till 1962 innan namnet ändrades till Lahden Reipas.

## Reipas i Viborg
Under tiden i Viborg gjorde Reipas sig ett namn framförallt inom ishockey. Föreningen vann den första upplagan av FM-serien 1928 och korades därmed till finländska mästare. I laget ingick Gösta Berg, Edvin Valter Itäharju, Erkki Olavi Kariluoma, Eino Iivari Louhi, Allan Verner Lagerström, Onni Peltonen, Viljo Leo Olavi Tukiainen och Eino Turunen. Föreningen nådde även högsta serien i fotboll.

## Reipas i Lahtis
Sedan 1945 finns Reipas verksamhet i Lahtis. Föreningen har sedan flytten spelat i högsta serien i bandy, fotboll och ishockey. Klubben vann tre FM-guld i fotboll 1963, 1967 och 1970. Storhetstiden var sedan förbi och FC Kuusysi tog över som stadens främsta lag. Både Reipas och Kuusysi drogs under 1990-talet med dålig ekonomi, varför de slogs samman till FC Lahti efter säsongen 1996.
I samband med sammanslagningen bildades en ny klubb, FC Reipas, som gör anspråk på att fortsätta "gamla" Reipas traditioner.